# 第55回カンヌ国際映画祭
第55回カンヌ国際映画祭（だい55かいカンヌこくさいえいがさい）は、2002年5月15日から5月26日にかけて開催された。

## 受賞結果
- パルム・ドール：『戦場のピアニスト』（ロマン・ポランスキー）
- グランプリ：『過去のない男』（アキ・カウリスマキ）
- 審査員賞：『D.I.』（エリア・スレイマン）
- 監督賞：イム・グォンテク（『酔画仙』）、ポール・トーマス・アンダーソン（『パンチドランク・ラブ』）
- 男優賞：オリヴィエ・グルメ（『息子のまなざし』）
- 女優賞：カティ・オウティネン（『過去のない男』）
- 脚本賞：ポール・ラヴァーティ（『SWEET SIXTEEN』）
- カメラ・ドール：ジュリー・ロペス＝キュルヴァル（『Bord de mer』）
- ある視点賞：『ブリスフリー・ユアーズ』（アピチャートポン・ウィーラセータクン）
- 55周年記念賞：『ボウリング・フォー・コロンバイン』（マイケル・ムーア）

## 審査員

### コンペティション部門
- 審査委員長
  - デヴィッド・リンチ（アメリカ/監督）
- 審査員
  - ビレ・アウグスト（デンマーク/監督）
  - クリスティン・ハキム（インドネシア/女優）
  - クロード・ミレール（フランス/監督）
  - ミシェル・ヨー（マレーシア/女優）
  - ラウル・ルイス（チリ/監督）
  - レジス・ヴァルニエ（フランス/監督）
  - シャロン・ストーン（アメリカ/女優）
  - ウォルター・サレス（ブラジル/監督）

### ある視点部門
- 審査委員長
  - アンヌ・フォンテーヌ（フランス/監督）

### 学生映画部門
- 審査委員長
  - マーティン・スコセッシ（アメリカ/監督）

## 上映作品

### コンペティション部門
| 題名 原題                                              | 監督                                  | 製作国                              |
| ------------------------------------------------------ | ------------------------------------- | ----------------------------------- |
| 24アワー・パーティ・ピープル 24 Hour Party People      | マイケル・ウィンターボトム            | イギリス                            |
| アバウト・シュミット About Schmidt                     | アレクサンダー・ペイン                | アメリカ合衆国                      |
| 人生は、時々晴れ All or Nothing                        | マイク・リー                          | イギリス                            |
| ボウリング・フォー・コロンバイン Bowling for Columbine | マイケル・ムーア                      | アメリカ合衆国                      |
| 酔画仙 취화선                                          | イム・グォンテク                      | 韓国                                |
| DEMONLOVER デーモンラヴァー Demonlover                 | オリヴィエ・アサヤス                  | フランス                            |
| 母の微笑 Il sorriso di mia madre                       | マルコ・ベロッキオ                    | イタリア                            |
| アレックス Irréversible                                | ギャスパー・ノエ                      | フランス                            |
| ケドマ 戦禍の起源 Kedma                                | アモス・ギタイ                        | イスラエル イタリア フランス        |
| L'Adversaire (The Adversary)                           | ニコール・ガルシア                    | フランス スイス スペイン            |
| 息子のまなざし Le fils                                 | ジャン＝ピエール&リュック・ダルデンヌ | ベルギー フランス                   |
| マリージョーと二人の愛人 Marie-Jo et ses deux amours   | ロベール・ゲディギャン                | フランス                            |
| 過去のない男 Mies vailla menneisyyttä                  | アキ・カウリスマキ                    | フィンランド ドイツ フランス        |
| 家宝 O Princípio da Incerteza                          | マノエル・ド・オリヴェイラ            | ポルトガル フランス                 |
| パンチドランク・ラブ Punch-Drunk Love                  | ポール・トーマス・アンダーソン        | アメリカ合衆国                      |
| 青の稲妻 任逍遥                                        | ジャ・ジャンクー                      | 中国 韓国 日本 フランス             |
| エルミタージュ幻想 Русский ковчег                      | アレクサンドル・ソクーロフ            | ロシア ドイツ                       |
| スパイダー/少年は蜘蛛にキスをする Spider               | デヴィッド・クローネンバーグ          | カナダ イギリス                     |
| SWEET SIXTEEN Sweet Sixteen                            | ケン・ローチ                          | イギリス ドイツ スペイン            |
| 10話 Ten                                               | アッバス・キアロスタミ                | イラン フランス アメリカ合衆国      |
| 戦場のピアニスト The Pianist                           | ロマン・ポランスキー                  | ポーランド フランス ドイツ イギリス |
| D.I. Yadon ilaheyya                                    | エリア・スレイマン                    | モロッコ フランス ドイツ パレスチナ |

### ある視点部門
| 題名 原題                                                   | 監督 | 製作国                           |
| ----------------------------------------------------------- | --- | -------------------------------- |
| わが故郷の歌 Avazhayé Sarzaminé Madariyam                   | バフマン・ゴバディ | イラン                           |
| 小さな中国のお針子 Balzac and the Little Chinese Seamstress | ダイ・シージエ | フランス 中国                    |
| Bemani                                                      | ダリウシュ・メールジュイ | イラン                           |
| めざめ Carnages                                             | デルフィーヌ・グレーズ | フランス ベルギー                |
| Dix-sept fois Cécile Cassard                                | クリストフ・オノレ | フランス                         |
| ダブル・ビジョン 雙瞳                                       | チェン・クォフー | 台湾 香港 アメリカ合衆国         |
| El bonaerense                                               | パブロ・トラペーロ | アルゼンチン                     |
| Farishtay Kitfi Rost (Angel on the Right)                   | ジャムシェド・ウスモノフ | タジキスタン                     |
| 幸福を待ちながら Heremakono                                 | アブデラマン・シサコ | モーリタニア                     |
| Confession                                                  | ゼキ・デミルクブツ | トルコ                           |
| 涙女 Ku qi de nü ren                                        | リュウ・ビンジェン | フランス 韓国 カナダ             |
| La Chatte à deux têtes                                      | ジャック・ノロ | フランス                         |
| Long Way Home                                               | ピーター・ソレット | アメリカ合衆国                   |
| マダム・サタン Madame Satã                                  | カリン・アイノウス | ブラジル フランス                |
| Rachida                                                     | ヤミナ・バシール＝シュイク | アルゼンチン                     |
| ブリスフリー・ユアーズ Sud sanaeha                          | アピチャートポン・ウィーラセータクン | タイ                             |
| Sundûq al-dunyâ                                             | オサマ・ムハンマド | シリア フランス                  |
| 10ミニッツ・オールダー Ten Minutes Older                    | アキ・カウリスマキ ヴィクトル・エリセ ヴェルナー・ヘルツォーク ジム・ジャームッシュ ヴィム・ヴェンダース スパイク・リー チェン・カイコー | イギリス フランス ドイツ         |
| Terra Incognita                                             | Ghassan Salhab | レバノン フランス                |
| Tomorrow La Scala!                                          | ランチェスカ・ジョセフ | イギリス                         |
| Une part du ciel                                            | リエナール・ベネディクト | ベルギー フランス ルクセンブルク |
| Yagzi                                                       | ゼキ・デミルクブツ | トルコ                           |

### 特別招待作品
- アララトの聖母 - アトム・エゴヤン（カナダ）
- 男と女 アナザー・ストーリー - クロード・ルルーシュ（フランス）
- 鏡の女たち - 吉田喜重（日本）
- 完全犯罪クラブ - バーベット・シュローダー（アメリカ）
- くたばれ!ハリウッド - ナネット・バーンスタイン、ブレット・モーゲン（アメリカ）
- さよなら、さよならハリウッド - ウディ・アレン（アメリカ）
- シティ・オブ・ゴッド - フェルナンド・メイレレス（ブラジル）
- スター・ウォーズ エピソード2/クローンの攻撃 - ジョージ・ルーカス（アメリカ）
- スピリット - ローナ・クック、ケリー・アスバリー（アメリカ）
- デブラ・ウィンガーを探して - ロザンナ・アークエット（アメリカ）
- ファム・ファタール - ブライアン・デ・パルマ（アメリカ）
- ぼくの好きな先生 - ニコラ・フィリベール（フランス）
- Carlo Giuliani, ragazzo - フランチェスカ・コメンチーニ（イタリア）
- De l'autre côté - シャンタル・アケルマン（ベルギー、フランス）
- Devdas - サンジャイ・リーラー・バンサーリー（インド）
- Histoire(s) de Festival - ジル・ジャコブ（フランス）
- La Dernière lettre - フレデリック・ワイズマン（フランス）